# Jørn Lier Horst
Pour les articles homonymes, voir Horst.
Œuvres principales
- Série William Wisting

Jørn Lier Horst, né le 27 février 1970 à Bamble, dans le comté de Telemark, en Norvège, est un écrivain norvégien, auteur de roman policier et de  littérature d'enfance et de jeunesse.

## Biographie
Jørn Lier Horst publie en 2004 son premier roman, Nøkkelvitnet, dont le récit est basé sur un réel fait divers. Il s'agit du premier volume d'une série consacrée aux enquêtes du détective William Wisting de la police du comté de Vestfold. Avec le septième roman de cette série, Fermé pour l'hiver (Vinterstengt), paru en 2011, il est lauréat du Bokhandlerprisen 2011 et, avec le huitième, intitulé Les Chiens de chasse (Jakthundene), publié en 2012, il remporte le prix Riverton 2012, le prix Clé de verre 2013 et le Prix Martin Beck 2014.
Il est également l'auteur d'ouvrages de littérature d'enfance et de jeunesse.

## Œuvre

### Romans

#### SérieWilliam Wisting
1. (no) Nøkkelvitnet, 2004
2. (no) Felicia forsvant, 2005
3. (no) Når havet stilner, 2006
4. (no) Den eneste ene, 2007
5. (no) Nattmannen, 2009
6. (no) Bunnfall, 2010
7. Fermé pour l'hiver, Gallimard, coll. « Série noire », 2017 ((no) Vinterstengt, 2011)  (ISBN 978-2-070-14817-2)Réédition, Gallimard, coll. « Folio policier » no 852, 2018 (ISBN 978-2-07-278239-8)
8. Les Chiens de chasse, Gallimard, coll. « Série noire », 2018 ((no) Jakthundene, 2012)  (ISBN 978-2-072-69500-1)Réédition, Gallimard, coll. « Folio policier » no 878, 2019 (ISBN 978-2-07-284058-6)
9. L'Usurpateur, Gallimard, coll. « Série noire », 2019 ((no) Hulemannen, 2013)  (ISBN 978-2-072-69505-6)Réédition, Gallimard, coll. « Folio policier » no 903, 2020 (ISBN 978-2-07-288424-5)
10. Le Disparu de Larvik, Gallimard, coll. « Série noire », 2020 ((no) Blindgang, 2015)  (ISBN 978-2-07-269510-0)Réédition, Gallimard, coll. « Folio policier » no 934, 2021 (ISBN 978-2-07-292282-4)
11. (no) Når det mørkner, 2016
12. Le Code de Katharina, Gallimard, coll. « Série noire », 2021 ((no) Katharina-koden, 2017)  (ISBN 978-2-07-286590-9)Réédition, Gallimard, coll. « Folio policier » no 951, 2022 (ISBN 978-2-07-296700-9)
13. La Chambre du fils, Gallimard, coll. « Série noire », 2022 ((no) Det innerste rommet, 2018)  (ISBN 978-2-07-286595-4)Réédition, Gallimard, coll. « Folio policier » no 1007, 2024 (ISBN 978-2-07-304432-7)
14. Le Mal en personne, Gallimard, coll. « Série noire », 2023 ((no) Illvilje, Capitana, 2019)  (ISBN 978-2-07-286600-5)Réédition, Gallimard, coll. « Folio policier » no 1040, 2025 (ISBN 978-2-07-308761-4)
15. Le Dossier 1569, Gallimard, coll. « Série noire », 2025 ((no) Sak 1569, Capitana, 2020)  (ISBN 978-2-07-286605-0)

#### SérieBlix et Ramm
Cette série est coécrite avec Thomas Enger (en).
1. Que le meilleur gagne, Gallimard, coll. « Série noire », 2024 ((no) Nullpunkt, Capitana, 2018)
2. Faux-semblant, Gallimard, coll. « Série noire », 2025 ((no) Røykteppe, Capitana, 2019)
3. (no) Slagside, Capitana, 2020

### Littérature d'enfance et de jeunesse

#### SérieClue
1. Crime à Ålodden (no) Salamandergåten, 2012
2. Le Braquage d'Oslo (no) Maltsergåten, 2012
3. (no) Undervannsgåten, 2013
4. (no) Gravrøvergåten, 2013
5. (no) Libertygåten, 2014
6. (no) Esmeraldgåten, 2014
7. (no) Rivertongåten, 2014
8. (no) Hodeskallegåten, 2016
9. (no) Ulvehundgåten, 2016
10. (no) Sjøormgåten, 2016

#### SérieDetektivbyrå Nr 2
1. (no) Operasjon Tordensky, 2013
2. (no) Operasjon Mørkemann, 2013
3. (no) Operasjon Solnedgang, 2013
4. (no) Operasjon Påskelilje, 2014
5. (no) Operasjon Sommerøya, 2014
6. (no) Operasjon Vindkast, 2014
7. (no) Operasjon Bronseplass, 2015
8. (no) Jakten På Kaptein Kroghs Gull, 2015
9. (no) Operasjon Plastpose, 2015
10. (no) Operasjon Sirkus, 2016
11. (no) Jakten På Jungelens Dronning, 2016
12. (no) Operasjon Spøkelse, 2016
13. (no) Operasjon Sjørøver, 2017
14. (no) Jakten På Tyven-Tyven, 2017
15. (no) Operasjon Mumie, 2017
16. (no) Detektivhåndboken, 2017
17. (no) Operasjon Skipsvrak, 2018

## Prix et distinctions

### Prix
- Bokhandlerprisen, 2011 pour Vinterstengt[1]
- Prix Riverton 2012 pour Jakthundene
- Prix Clé de verre 2013 pour Jakthundene[2],[3]
- Prix Martin-Beck 2014 pour Jakthundene[4]
- The Petrona Award, 2016 pour Hulemannen

## Sur quelques livres

### Les chiens de chasse(2012)
William Wisting, 31 ans de police, est assis dans un bar tranquille et branché, le QG des élèves de l'École supérieure de police, tenu par sa compagne, Suzanne. Sa fille, Line, journaliste à VG, Verdens Gang, tabloïd quotidien norvégien de très grande diffusion, l'informe par téléphone qu'un grand article sur lui va être publié le lendemain dans son journal. Sigurd Henden, le nouvel avocat d'Haglund, demande la révision du procès d'Haglund, sur accusation de fabrication de preuve (trace ADN) par la police, l'enquêteur William Wisting, dix-sept ans auparavant. Il va sans doute être (d'abord) suspendu, et ne pas pouvoir participer à l'enquête sur une jeune fille qui vient de disparaître. Au siècle précédent, la jeune Cécilia Linde avait été enlevée, en plein jogging, séquestrée, puis éliminée. Line Wisting est appelée pour une urgence, un meurtre (Jonas Ravneberg, sans doute)... Et une certaine jeune Ellen avait également été enlevée l'année précédente, sans jamais être retrouvée...

### L'usurpateur(2013)
Dans les années 2010, à la mi-décembre, dans la petite ville de Stavern, en Province de Vestfold-Telemark (Sud Est de la Norvège), la police s'occupe de deux morts, dont le décès remonte à quatre mois : celui desséché et momifié de Viggo Hansen (1950-) devant son téléviseur, et celui d'un inconnu partiellement dévoré sous un sapin. 
William Wisting, du commissariat de police de Larvik, et son équipe (Espen Mortensen (police scientifique), Nils Hammer, Torunn Borg, Benjamin Fjeld, Christine Thiis (substitut du procureur)), disposent encore de peu d'informations.
Line Wisting, fille du policier, est chargée par le journal national VG de mener une brève enquête sur la situation des personnes isolées comme Viggo Hansen, qui habitait dans la même rue que les Wisting, à quelques numéros. 
L'enquête policière amène les noms de deux Américains, Robert Godwin (1950-), recherché par le FBI depuis 1989 pour assassinat de jeunes femmes (6 sûres pour l'Étrangleur des autoroutes et 17 possibles), et Bob Crabb (67 ans), également du Minnesota, locataire disparu début août, peut-être poursuivant le premier et abattu par lui.
L'enquête de la journaliste découvre d'autres noms, d'autres pistes, d'autres interrogations, très norvégiennes.